# Ptilopsis
Ptilopsis је род птица из породице правих сова. Ове птице настањују искључиво афрички континент. Две врсте које припадају овом роду су:
- Ptilopsis leucotis (северна белоглава сова)
- Ptilopsis granti (јужна белоглава сова)